# Joseph Stiglitz

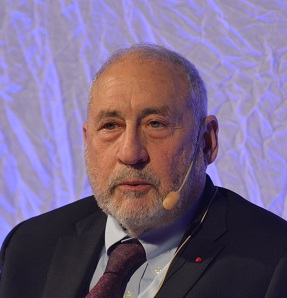
Joseph Stiglitz på Nobel Week Dialogue 2017 i Göteborg.

Joseph Eugene Stiglitz, född 9 februari 1943 i Gary, Indiana, är en amerikansk nationalekonom. Stiglitz har bland annat varit ekonomisk rådgivare åt Bill Clinton 1993 och 1997 och efter det chefsekonom och vice ordförande på Världsbanken fram till 2000. Han mottog 2001 Sveriges Riksbanks pris i ekonomisk vetenskap till Alfred Nobels minne tillsammans med George Akerlof och Michael Spence "för deras analys av marknader med asymmetrisk information" (som exempel ges försäkrings- och kreditmarknaderna och utvecklingsekonomier).
Joseph Stiglitz gav 2002 ut Globalization and its discontents (Globaliseringen och dess kritiker) där han framför stark kritik mot främst Internationella valutafonden och dess misslyckande med att bekämpa global fattigdom. Uppföljaren 2006 Making globalization work (Fungerande globalisering) skisserar hur globaliseringen kunde fungera bättre.
År 2001 utnämndes han till hedersdoktor vid Karlsuniversitetet i Prag.